# タイビン村虐殺事件
タイビン村虐殺事件（タイビンむらぎゃくさつじけん）は、ベトナム戦争時の1966年2月にベトナムビンディン省タイビン村で韓国軍が住民65人を虐殺した事件である。　

## 概要
1966年2月、ベトナムビンディン省に駐屯していた大韓民国陸軍首都師団（通称猛虎部隊）（en）は早朝にタイビン村（Thái Bình /太平）を訪れ、住民68名を1ヶ所に集めると銃撃を加えるとともに手榴弾を投げつけて婦女子を含む65名を殺害した。生存者はわずか3名であった。
タイビン村では虐殺された犠牲者名を記した慰霊碑と事件を記録した壁画が設けられ、生存者が虐殺の証言を行っている。2008年現在のベトナムでは韓国軍によって少なくとも9000名が虐殺されたとも、あるいは、30万人を超すベトナム人が虐殺されたとも言われている。
韓国政府は、ベトナムでの虐殺や強姦など、自国の過去の蛮行を公式に認めようとしていない。韓国兵の行為には韓国のメディアも人権活動家も目を向けなかった。その根底には、韓国人の、ベトナム人に対する人種差別意識が原因との見方もある。

## 影響
無差別機銃掃射や大量殺戮、女性に対する強姦殺害、家屋への放火などが1966年2月にはビンディン省タイビン村でも行われた。韓国軍猛虎部隊によって、住民68名を集めて婦女子を含む65名が虐殺された。そのため、虐殺事件以前の名前は平安を意味するビンアン村だったが、最終的に1004人が村で虐殺されたために、平安な村という名前は続けるのは不可能だったとして、ベトナム戦争が終わって帰村した人々によって村の名前を西側の栄光を意味するタイビンに変えられた。2015年2月26日、タイビン村で開かれた犠牲者49周年慰霊祭には村の全ての人々が集まって参加している。